# Apeadeiro de Faria
O Apeadeiro de Faria é uma gare da Linha do Vouga, que serve as localidades de Faria de Cima e Faria de Baixo, no Distrito de Aveiro, em Portugal.

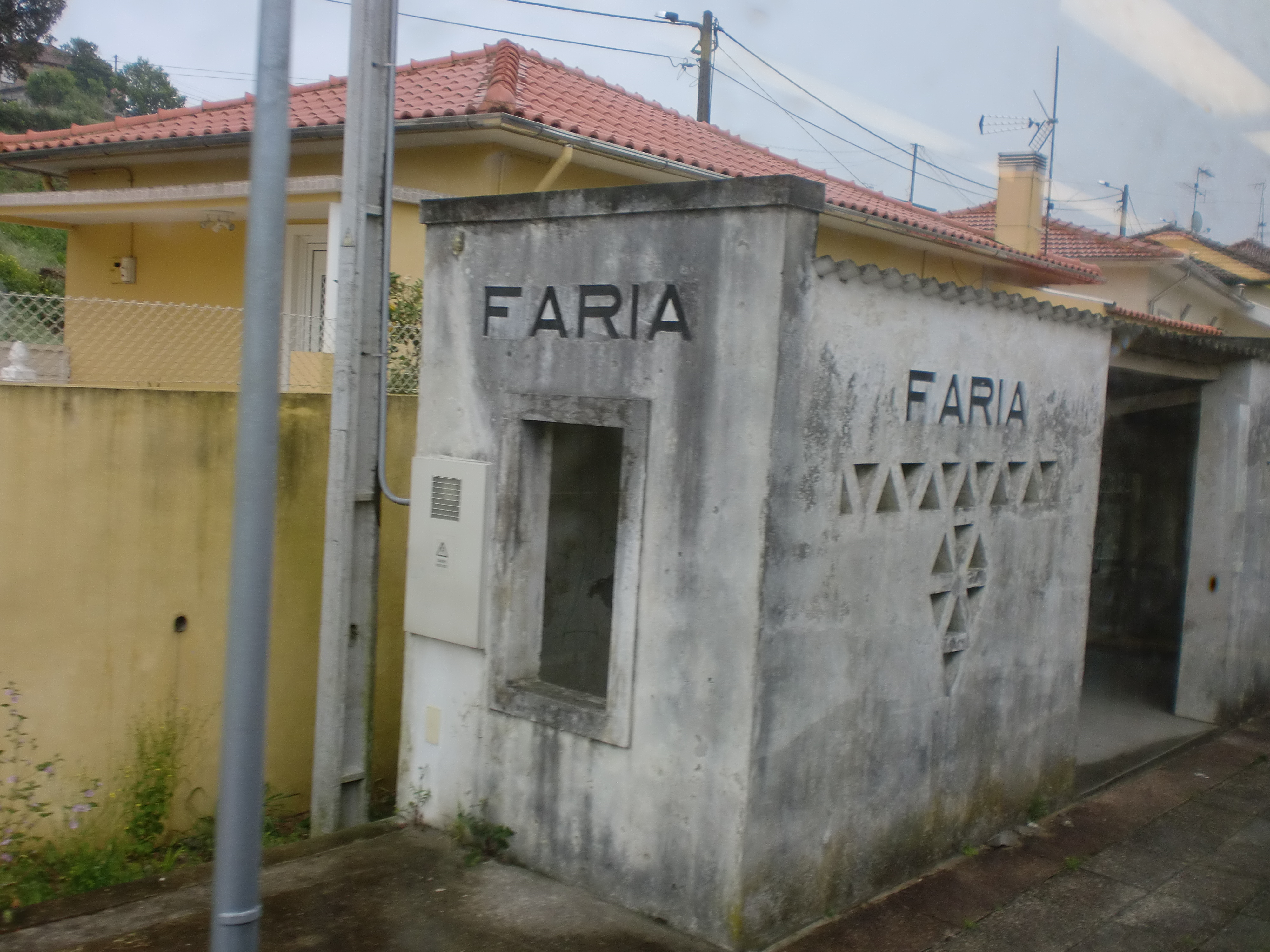
O apeadeiro de Faria, em 2010.

## Descrição

### Infraestrutura
O edifício de passageiros situa-se do lado poente da via (lado esquerdo do sentido ascendente, para Viseu).

### Serviços
Em dados de 2022, esta interface é servida por comboios de passageiros da C.P. de tipo regional, com oito circulações diárias em cada sentido, entre Espinho-Vouga e Oliveira de Azeméis.

## História
Este apeadeiro encontra-se no troço entre Espinho e Oliveira de Azeméis, que foi inaugurado no dia 21 de Dezembro de 1908, pela Compagnie Française pour la Construction et Exploitation des Chemins de Fer à l'Étranger.
No entanto, não fez parte da Linha do Vouga desde o princípio, tendo a Gazeta dos Caminhos de Ferro de 1 de Maio de 1934 noticiado que o Conselho Superior de Caminhos de Ferro tinha aprovado um projecto da Companhia do Vouga para um aviso ao público, acerca do serviço que deveria prestar o novo apeadeiro.

Em 1 de Janeiro de 1947, a rede ferroviária do Vouga passou a ser explorada pela Companhia dos Caminhos de Ferro Portugueses.